# Kamo

Kamo (加茂市 Kamo-shi?) este un municipiu din Japonia, prefectura Niigata.